# 千潮丸
千潮丸（ちしおまる）は、千葉県教育庁の所有する漁業実習船である。千葉県立銚子商業高等学校の海洋科、千葉県立館山総合高等学校の海洋科及び専攻科、千葉県立大原高等学校の海洋科学系列の生徒が利用している。

## 歴代の実習船
- 1955年（昭和30年）6月10日、初代千潮丸が竣工・就役した[2]。89トン[3]
- 1958年（昭和33年）12月10日、初代若千葉丸が竣工・就役した[2]。
- 1965年（昭和40年）3月22日、2代目若千葉丸が竣工・就役した[3]。188.77トン[3]。
- 1975年（昭和50年）5月20日、3代目若千葉丸が竣工・就役した[3]。465.34トン[3]。
- 1989年（平成元年）3月26日[3]、先代の第4代「千潮丸」は静岡県清水市（現・静岡市清水区）の金指造船所で建造され、2006年（平成18年）まで18年間航海した。475.0トン[3]。
- 2006年（平成18年）7月20日、現在の第5代「千潮丸」が就航した。総トン数は499トンである。
- 千葉県には、2008年（平成20年）3月までは漁業実習船が2隻あったが、その後「千潮丸」1隻だけとなった。もう1隻の船は、1996年（平成8年）3月までは、「若千葉丸」という「千潮丸」とほぼ同型のマグロ漁業実習船であった。1996年（平成8年）4月から2008年（平成20年）4月までは、「わかちば」という160トン型のカツオ・サンマ漁業実習船であった。

## 主な航海予定
- 1学期：沿岸航海実習、日本一周（約20日）千葉県立銚子商業高等学校の海洋科、千葉県立館山総合高等学校の海洋科及び専攻科の生徒乗船。ドック入り。
- 夏休み：中学生体験航海。
- 2学期：1年生体験乗船。

ハワイ沖マグロ延縄漁業航海実習（約50日）、千葉県立銚子商業高等学校の海洋科海洋船舶コース2年生、または千葉県立館山総合高等学校の海洋科海洋漁業コース及び海洋技術コース2年生および専攻科の生徒乗船。
- 3学期：ハワイ沖マグロ延縄漁業航海実習（約50日）、千葉県立銚子商業高等学校の海洋科海洋船舶コース2年生、または千葉県立館山総合高等学校の海洋科海洋漁業コースおよび海洋技術コース2年生および専攻科の生徒乗船。

## エピソード
- 長年に渡って海上気象を観測し通報した功績から、海上保安庁より2012年に気象庁長官表彰を受賞した[4]。
- 2010年9月23日にクレーン台船と衝突事故を起こしたが、外板が凹む程度で済んだ [5]。
- 長年に渡って海上気象を観測し通報した功績から、海上保安庁より2018年に2回目の気象庁長官表彰を受賞した[6]。
- 長期航海実習への出航は千葉日報社の記事になるのが毎年の風物詩[7][8][9]。

## 画像

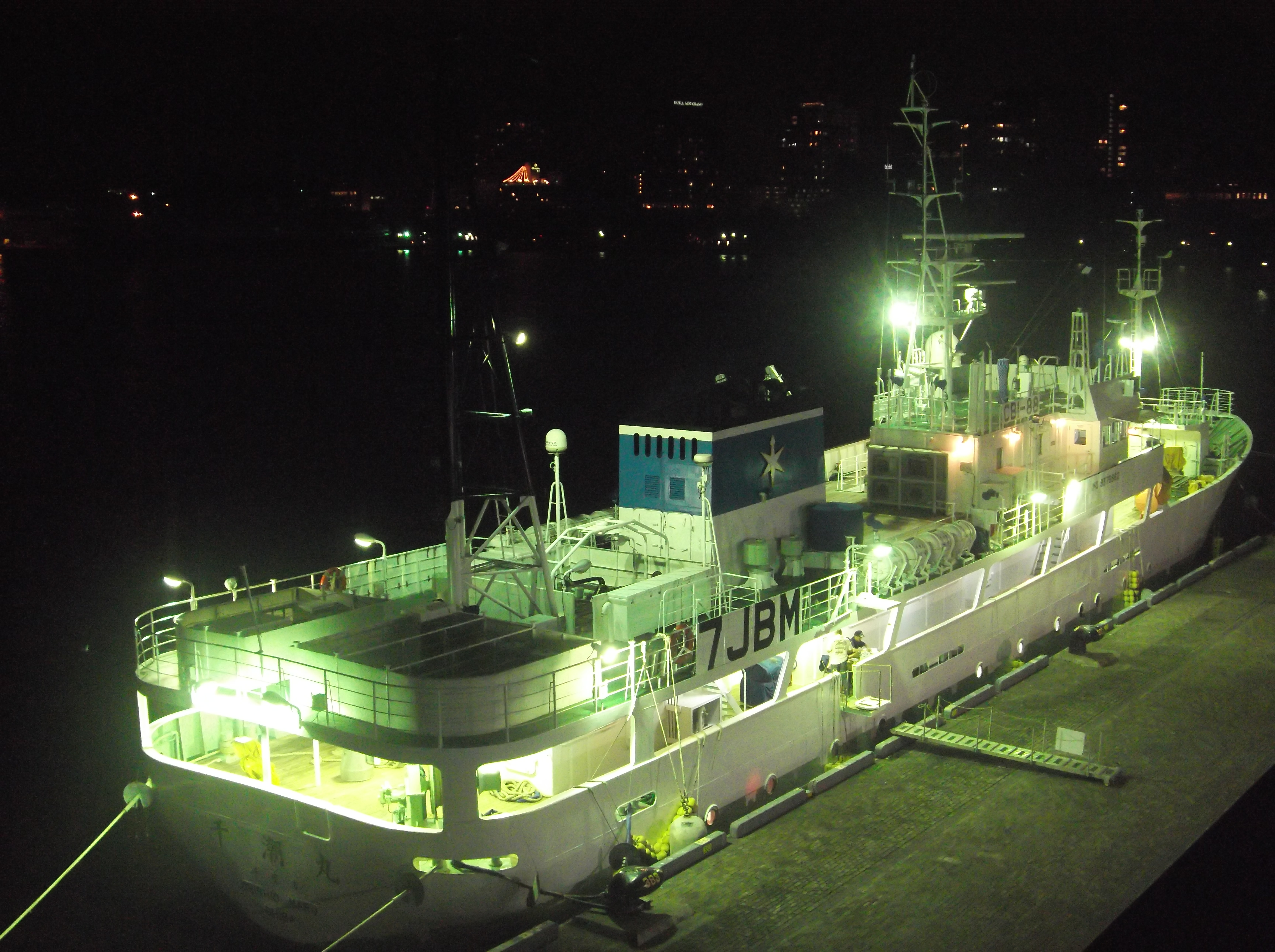
千葉教育庁の漁業実習船・千潮丸を後方から、横浜港大さん橋で撮影
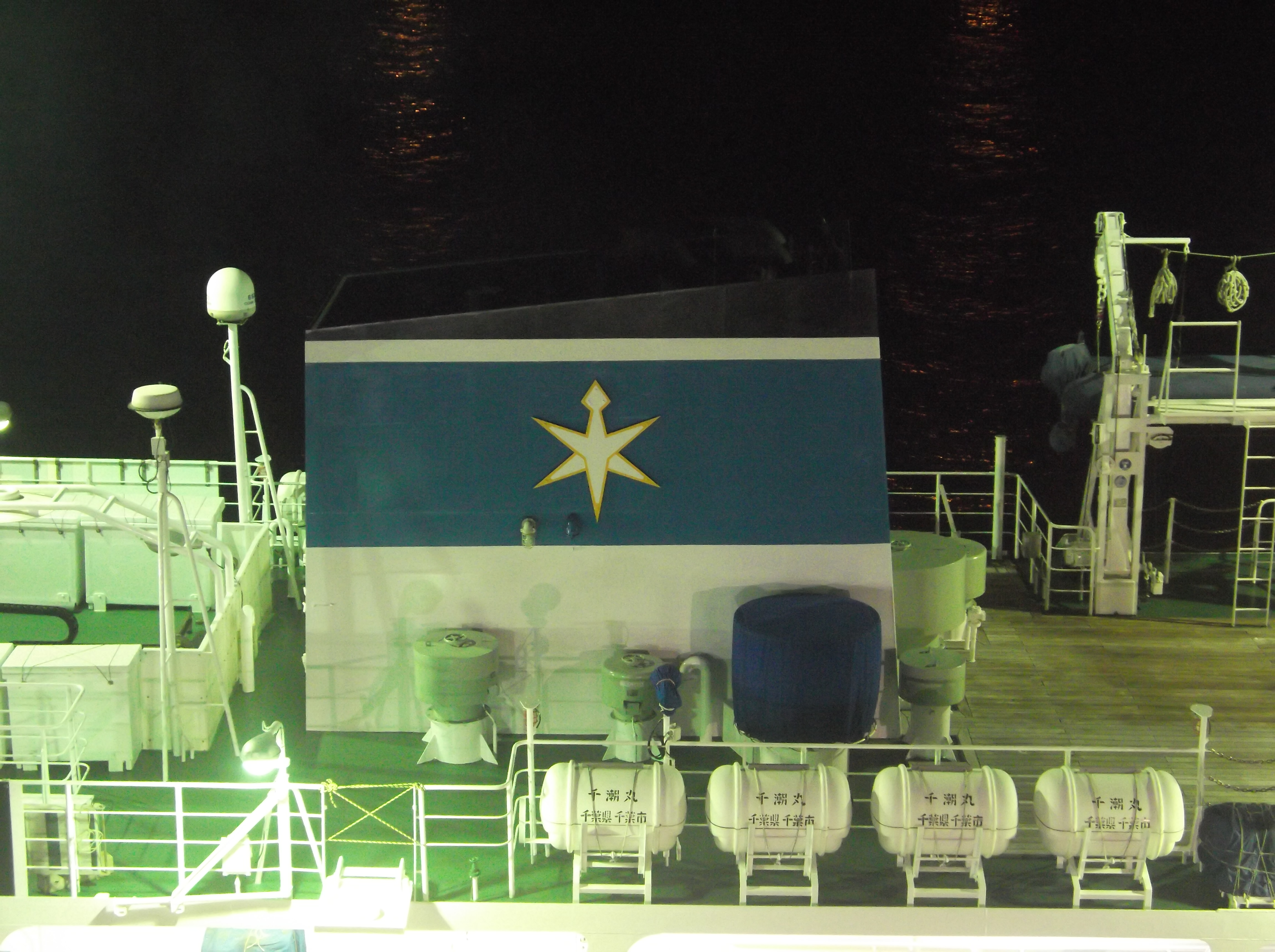
千葉教育庁の漁業実習船・千潮丸の煙突、横浜港大さん橋で撮影